# DNA Welho
DNA Welho är Finlands största Kabel-TV operatör som tillhandahåller TV, betal-TV och bredband i huvudstadsregionen.